# HC Gladiators Plzeň
HC Gladiators Plzeň (celým názvem: Hockey Club Gladiators Plzeň) byl český klub ledního hokeje, který sídlil v Plzni v Plzeňském kraji. Založen byl v roce 1998, zanikl v roce 2013. V letech 2010–2013 působil v Plzeňské krajské soutěži – sk. A, páté české nejvyšší soutěži ledního hokeje.
Své domácí zápasy odehrával na zimním stadionu Košutka s kapacitou 255 diváků.

## Přehled ligové účasti
Stručný přehled
Zdroj:
- 2010–2013: Plzeňská krajská soutěž – sk. A (5. ligová úroveň v České republice)

Jednotlivé ročníky
Zdroj:
Legenda: ZČ - základní část, červené podbarvení - sestup, zelené podbarvení - postup, fialové podbarvení - reorganizace, změna skupiny či soutěže
| Česko (2010 – 2013) |                                 |           |          |                                       |          |
| Sezóny              | Soutěž                          | Úroveň    | ZČ       | Play-off, nadstavba, sk. o udržení... | Poznámky |
| 2010/11             | Plzeňská krajská soutěž – sk. A | 5. úroveň | 6. místo |                                       |          |
| 2011/12             | Plzeňská krajská soutěž – sk. A | 5. úroveň | 5. místo | Vítěz                                 |          |
| 2012/13             | Plzeňská krajská soutěž – sk. A | 5. úroveň | 6. místo | Semifinále                            |          |